# Conus lamberti
Conus lamberti é uma espécie de gastrópode do gênero Conus, pertencente à família Conidae.